# Cultura dell'Europa

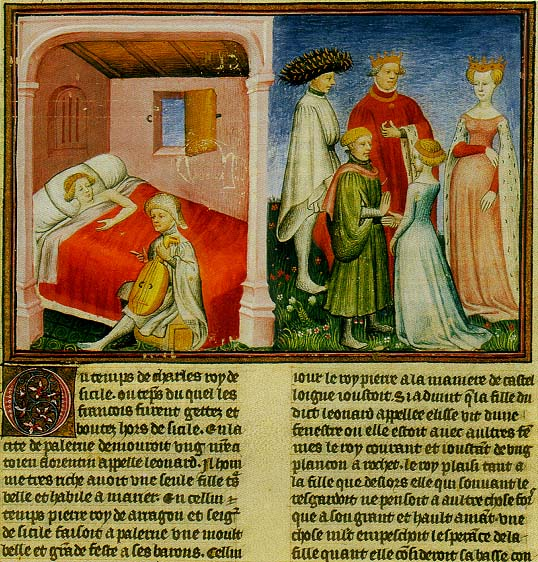
Il Decameron

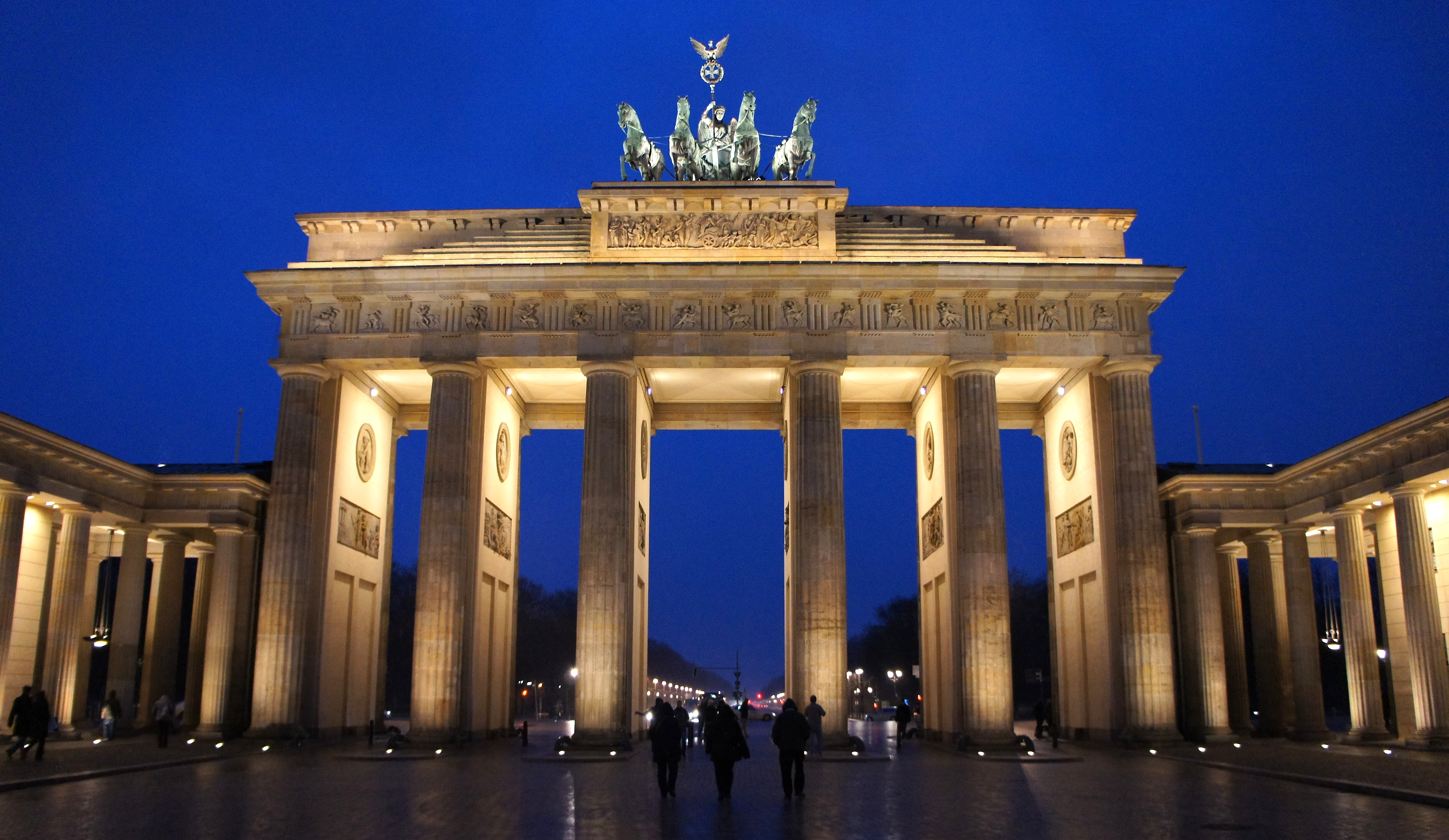
Porta di Brandeburgo

La cultura dell'Europa potrebbe essere meglio descritta come una serie di molteplici culture, spesso in competizione: regioni geografiche opposte l'un l'altro, con l'ortodossia in contrapposizione al cattolicesimo e al protestantesimo, a sua volta in contrapposizione rispetto al giudaismo e infine al contrario di laicità in contrasto con l'islam.

## Storia
Molti hanno affermato di individuare le linee di faglie culturali in tutto il continente, ma ci sono molte innovazioni culturali e movimenti, spesso in contrasto tra loro, come ad esempio proselitismo cristiano o umanesimo. Così la questione della "cultura comune" o "valori comuni" è molto più complessa di quanto sembra essere. Dopo le culture pagane di aborigeni in Europa le fondamenta delle moderne culture europee sono state poste dai greci e dai romani, stabilizzate dal cristianesimo. Sintesi rinnovate e modernizzate verso il XIV secolo dal Rinascimento e dal protestantesimo; e globalizzato dai successivi imperi europei tra il XVI e il XX secolo. La cultura europea fu trasformata in un fenomeno molto complesso di una più ampia gamma di filosofia, l'umanesimo giudaico-cristiana e laica, modi razionali di vita e di pensiero logico sviluppata attraverso una lunga età di cambiamento e di formazione con gli esperimenti di Illuminismo, naturalismo, romanticismo, la scienza, la democrazia, il fascismo, il comunismo e il socialismo.

## Espansione
In conclusione, a causa della sua connessione globale, la cultura europea è cresciuta con un'urgenza di adottare, adattare e in definitiva influenzare altre tendenze della cultura. È quindi un dato di fatto che, a partire dalla metà del XIX secolo con l'espansione dell'istruzione europea e la diffusione del cristianesimo, la cultura europea e il modo di vita si è in gran parte trasformata in "cultura globale", se così si può chiamare.